# حاييم توبول
حاييم توبول (بالعبرية: חיים טופול)، من مواليد 9 سبتمبر عام 1935م، وهو ممثل سينمائي إسرائيلي، شارك في عدة أفلام، ومنها فيلم في ظل العمالقة، وحاز على جائزة غولدن غلوب للكوميديا.

## وصلات خارجية
- حاييم توپول على موقع IMDb (الإنجليزية)
- حاييم توپول على موقع ألو سيني (الفرنسية)
- حاييم توپول على موقع ميوزك برينز (الإنجليزية)
- حاييم توپول على موقع تيرنر كلاسيك موفيز (الإنجليزية)
- حاييم توپول على موقع أول موفي (الإنجليزية)
- حاييم توپول على موقع قاعدة بيانات برودواي على الإنترنت (الإنجليزية)
- حاييم توپول على موقع قاعدة بيانات الأفلام السويدية (السويدية)
- حاييم توپول على موقع إن إن دي بي (الإنجليزية)
- حاييم توپول على موقع ديسكوغز (الإنجليزية)
- حاييم توپول على موقع قاعدة بيانات الفيلم (الإنجليزية)